# Partit Socialista del País Valencià-PSOE
|  | Aquest article tracta sobre la federació valenciana del PSOE. Si cerqueu al partit fundat en 1974, vegeu «Partit Socialista del País Valencià (històric)». |

El Partit Socialista del País Valencià (en sigles, PSPV-PSOE) és el nom que rep la federació del Partit Socialista Obrer Espanyol al País Valencià. Originàriament el PSPV era un partit independent fundat el 1974, una refundació de l'antic Partit Socialista Valencià, que posteriorment es va fusionar amb el PSOE.

## Fundació
A mitjans dels anys 70, el Partit Socialista Obrer Espanyol no tenia excessiva implantació en el territori valencià. La província d'Alacant era on el PSOE tenia una major presència, articulada al voltant d'Antonio García Miralles. Pel que fa a la Província de València, l'any 1975 el PSOE s'articulava al voltant d'un grup de 5 persones de tendència marxista del Barri d'Orriols a València; i Josep Lluís Albinyana, qui seria cap de llista d'esta formació a les eleccions generals espanyoles de 1977 i futur president del Consell Preautonòmic del País Valencià. A les comarques de Castelló, el PSOE naix en un despatx en La Vall d'Uixó que muntaria el mateix Albinyana. Des de la creació de la Federació Socialista del País Valencià el gener de 1975, es produeix una cursa contra rellotge per a consolidar la marca del Partit Socialista i generara una crida que portara a una major implantació en el territori, de cara a les futures eleccions democràtiques. Com a mostra, segons una enquesta anterior a les eleccions municipals de 1979, el PSOE guanyaria les eleccions generals espanyoles i a les Corts Valencianes però no les municipals. S'estima que abans de les eleccions del 1977, la Federació Socialista del País Valencià (PSOE-PV) comptava amb uns 200 militants, menys dels que tenia el Partit Socialista del País Valencià.
Després de les eleccions de 1977, el PSOE era el partit guanyador en el conjunt del País Valencià, mentre que el PSPV, que havia tingut un trencament entre un sector que es presentà junt amb el Partido Socialista Popular, i un sector que es presentà en solitari, no va obtenir representació. Açò va provocar que ambdós sectors s'integraren en el PSOE, creant, el 25 de juny de 1978, el partit que hui és conegut com a PSPV-PSOE.
El PSOE ostentaria la presidència del Consell Preautonòmic del País Valencià, en la figura de Josep Lluís Albinyana des d'abril de 1978 fins a desembre de 1979, quan un pacte entre les cúpules del PSOE i la UCD provoca que el ja conegut com a PSPV-PSOE abandonara el Consell Preautonòmic, deixant a Albinyana en minoria davant la UCD, i forçant-lo a dimitir, cosa que ocorreria finalment el 22 de desembre de 1979. El substituiria al capdavant del Consell Enric Monsonís, de la UCD, i el País Valencià accediria finalment a l'autonomia per la via de l'article 143, la reservada per a les comunitats no històriques amb l'Estatut de Benicàssim, que seria modificat a Madrid per a canviar el nom del País Valencià pel de Comunitat Valenciana.
Amb les eleccions a les Corts Valencianes de 1983, el PSPV-PSOE esdevindria el partit majoritari al País Valencià, guanyant les eleccions amb més del 50% de vots, fet que portaria a Joan Lerma a presidir la restaurada Generalitat Valenciana fins a les eleccions a les Corts Valencianes de 1995.

## Presidents socialistes de la Generalitat Valenciana

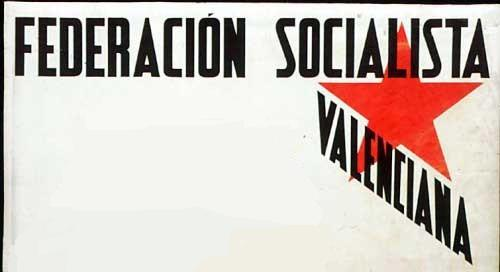
Logotip de la FSV (1905-1974)

- Logotip de la FSV (1905-1974)President del Consell del País Valencià (etapa preautonòmica): Josep Lluís Albinyana i Olmos
- Eleccions a les Corts Valencianes de 1983: Joan Lerma i Blasco
- Eleccions a les Corts Valencianes de 1987: Joan Lerma i Blasco
- Eleccions a les Corts Valencianes de 1991: Joan Lerma i Blasco
- Eleccions a les Corts Valencianes de 2015: Ximo Puig i Ferrer
- Eleccions a les Corts Valencianes de 2019: Ximo Puig i Ferrer

## Evolució
El PSPV-PSOE va arribar a ser la segona federació amb més militants al PSOE, amb uns 35.000 a finals dels anys 80. Així mateix, va ser el partit polític més votat del País Valencià fins a l'any 1993, quan el Partit Popular va guanyar les eleccions generals. Va aconseguir majoria absoluta a les Corts Valencianes en les eleccions de 1983 (51 diputats) i 1991 (45 diputats). En la legislatura 1987 - 1991 va governar en minoria (42 diputats) amb el suport parlamentari puntual de la coalició IU - UPV i, en algunes ocasions, del CDS. Fou també la primera força municipal del País Valencià fins al 1995.
A les Corts Valencianes va ser la primera força en les quatre primeres legislatures. En les diferents eleccions que s'han celebrat des que és la segona força política obtingué 32 diputats (1995), 35 (1999 i 2003), 38 (2007), 33 (2011) i 23 (2015).
A diferència del PSC, té menys autonomia respecte de la direcció federal del PSOE, ja que el PSPV és una federació del PSOE, mentre que el PSC és un partit federat al PSOE.
El juliol de 2008 es presentà la ponència marc per a l'11é Congrés Nacional del partit, que proposava, entre altres mesures, canviar la denominació actual del partit per Partit Socialista de la Comunitat Valenciana (PSCV). No obstant això, el 97% dels delegats rebutjaren aquesta proposta, i acordaren mantenir el nom de "País Valencià" en la seua denominació.
El 2018 el sistema judicial investigà si per a la campanya del 2007 es va finançar il·legalment. Ciudadanos proposà a les Corts Valencianes crear una comissió d'investigació i el secretari del PSPV Ximo Puig acceptà. Puig torna a encapçalar la llista electoral per Castelló a les Eleccions Autonòmiques del 24 de maig de 2015, ara com a candidat a la presidència de la Generalitat Valenciana. Per primera vegada des del 1999 i després de vint anys de governs conservadors, el Partit Popular de la Comunitat Valenciana va perdre la majoria absoluta, i els partits de l'esquerra (PSPV-PSOE, Coalició Compromís i Podem) que sumaven majoria absoluta, van formar govern amb l'acord del Botànic.
A les eleccions de 2023 va sorgir un govern de la Generalitat valenciana format per PP i Vox, pel que Puig va perdre la presidència. El desembre del mateix any va anunciar un congrés per refer l'estructura del PSPV i el 19 de desembre va deixar la seva acta de diputat autonòmic, per centrar-se en l'organització d'aquest esdeveniment. El març de 2024 en un congrés extraordinari a Benicàssim, Diana Morant fou escollida secretària general del partit.

## Resultats electorals

### Corts Valencianes

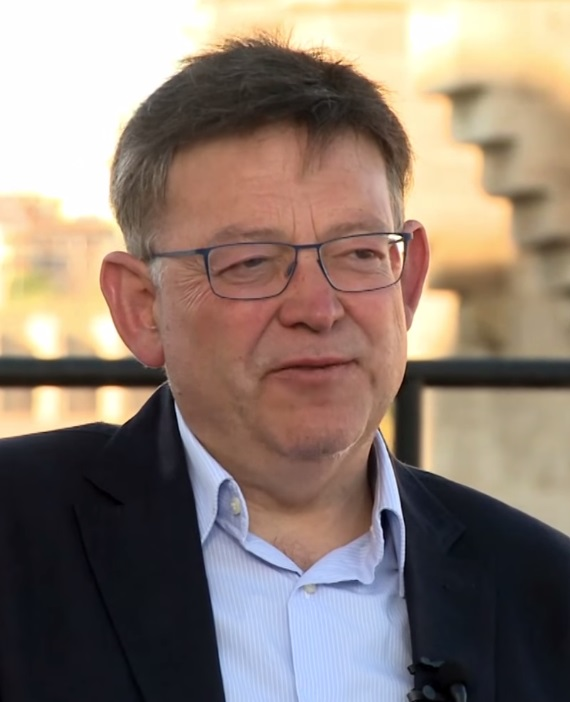
Ximo Puig, President de la Generalitat Valenciana entre 2015 i 2023

| Elecció | Vots    | %     | Escons  | +/– | Candidat            | Govern   |
| ------- | ------- | ----- | ------- | --- | ------------------- | -------- |
| 1983    | 982.567 | 51,41 | 51 / 89 | Nou | Joan Lerma i Blasco | Majoria  |
| 1987    | 828.961 | 41,28 | 42 / 89 | 9   | Joan Lerma i Blasco | Coalició |
| 1991    | 860.429 | 42,85 | 45 / 89 | 3   | Joan Lerma i Blasco | Majoria  |
| 1995    | 804.463 | 33,98 | 32 / 89 | 13  | Joan Lerma i Blasco | Oposició |
| 1999    | 768.548 | 33,91 | 35 / 89 | 3   | Antoni Asunción     | Oposició |
| 2003    | 874.288 | 35,95 | 35 / 89 | =   | Joan Ignasi Pla     | Oposició |
| 2007    | 838.987 | 34,49 | 38 / 99 | 3   | Joan Ignasi Pla     | Oposició |
| 2011    | 684.893 | 27,5  | 33 / 99 | 5   | Jorge Alarte        | Oposició |
| 2015    | 620.439 | 24,84 | 23 / 99 | 10  | Ximo Puig           | Coalició |
| 2019    | 637,673 | 23,87 | 27 / 99 | 4   | Ximo Puig           | Coalició |
| 2023    | 708.142 | 28    | 31 / 99 | 4   | Ximo Puig           | Oposició |

| Evolució del nombre d'escons a les Cortes Valencianes |      |      |      |      |      |      |      |      |      |      |      |
| Circumscripció / Any                                  | 1983 | 1987 | 1991 | 1995 | 1999 | 2003 | 2007 | 2011 | 2015 | 2019 | 2023 |
| Alacant                                               | 17   | 14   | 16   | 12   | 12   | 12   | 14   | 12   | 9    | 10   | 11   |
| Castelló                                              | 14   | 11   | 11   | 8    | 9    | 9    | 10   | 9    | 6    | 7    | 8    |
| València                                              | 20   | 17   | 18   | 12   | 14   | 14   | 14   | 12   | 8    | 10   | 12   |
| TOTAL                                                 | 51   | 42   | 45   | 32   | 35   | 35   | 38   | 33   | 23   | 27   | 31   |

### Municipals

#### Província de València
| Evolució del nombre de regidors del PSPV-PSOE en les ciutats més poblades de la província de València |      |      |      |      |      |      |      |      |
| Municipi / Any                                                                                        | 1987 | 1991 | 1995 | 1999 | 2003 | 2007 | 2011 | 2015 |
| València                                                                                              | 13   | 13   | 8    | 11   | 12   | 12   | 8    | 5    |
| Torrent                                                                                               | 13   | 16   | 11   | 13   | 15   | 11   | 9    | 9    |
| Gandia                                                                                                | 10   | 11   | 10   | 12   | 10   | 12   | 10   | 7    |
| Paterna                                                                                               | 11   | 11   | 7    | 9    | 10   | 8    | 7    | 6    |
| Sagunt                                                                                                | 8    | 11   | 8    | 7    | 7    | 6    | 5    | 3    |
| Alzira                                                                                                | 10   | 11   | 4    | 5    | 7    | 5    | 4    | 4    |
| Burjassot                                                                                             | 11   | 12   | 10   | 12   | 11   | 9    | 8    | 8    |
| Ontinyent                                                                                             | 7    | 8    | 7    | 7    | 5    | 9    | 7    | 14   |
| Aldaia                                                                                                | 13   | 14   | 10   | 12   | 13   | 11   | 8    | 8    |
| Alaquàs                                                                                               | 8    | 11   | 9    | 11   | 15   | 13   | 10   | 9    |
| Xàtiva                                                                                                | 10   | 10   | 6    | 7    | 7    | 7    | 6    | 7    |
| Xirivella                                                                                             | 10   | 11   | 9    | 11   | 10   | 10   | 7    | 6    |
| Sueca                                                                                                 | 7    | 5    | 5    | 7    | 8    | 4    | 4    | 5    |
| Algemesí                                                                                              | 8    | 11   | 8    | 11   | 9    | 7    | 6    | 5    |

En negreta quan el PSPV-PSOE ha sigut la força més votada.
| Evolució del nombre de regidors del PSPV-PSOE en els municipis de la província de València |      |      |      |      |      |      |      |      |
| Any                                                                                        | 1987 | 1991 | 1995 | 1999 | 2003 | 2007 | 2011 | 2015 |
| Regidors                                                                                   | 1302 | 1360 | 1097 | 1065 | 1078 | 1089 | 979  | 948  |

#### Província d'Alacant
| Evolució del nombre de regidors del PSPV-PSOE en els municipis de la província d'Alacant |      |      |      |      |      |      |      |      |
| Any                                                                                      | 1987 | 1991 | 1995 | 1999 | 2003 | 2007 | 2011 | 2015 |
| Regidors                                                                                 | 644  | 677  | 594  | 589  | 583  | 568  | 531  | 508  |

| Evolució del nombre de regidors del PSPV-PSOE en els municipis de la província d'Alacant |      |      |      |      |      |      |      |      |      |      |
| Municipi / Any                                                                           | 1979 | 1983 | 1987 | 1991 | 1995 | 1999 | 2003 | 2007 | 2011 | 2015 |
| Alacant                                                                                  | 13   | 19   | 12   | 12   | 10   | 11   | 12   | 14   | 8    | 6    |
| Elx                                                                                      | 14   | 14   | 14   | 16   | 11   | 14   | 15   | 13   | 12   | 8    |
| Torrevella                                                                               | 9    | 12   | 6    | 7    | 6    | 6    | 8    | 7    | 6    | 4    |
| Oriola                                                                                   | 5    | 9    | 4    | 6    | 7    | 5    | 4    | 7    | 6    | 8    |
| Benidorm                                                                                 | 7    | 12   | 10   | 11   | 7    | 11   | 11   | 12   | 11   | 7    |
| Alcoi                                                                                    | 11   | 18   | 15   | 16   | 11   | 10   | 8    | 9    | 7    | 9    |
| Elda                                                                                     | 10   | 17   | 12   | 11   | 9    | 13   | 11   | 9    | 8    | 9    |
| Sant Vicent del Raspeig                                                                  | 8    | 14   | 7    | 9    | 8    | 9    | 7    | 7    | 6    | 5    |
| Elda                                                                                     | 10   | 17   | 12   | 11   | 9    | 13   | 11   | 9    | 8    | 9    |
| Dénia                                                                                    | 7    | 10   | 8    | 6    | 6    | 4    | 7    | 9    | 8    | 7    |
| Petrer                                                                                   | 9    | 15   | 11   | 12   | 10   | 7    | 5    | 5    | 6    | 6    |
| Villena                                                                                  | 8    | 11   | 7    | 9    | 5    | 6    | 8    | 7    | 4    | 3    |
| La Vila Joiosa                                                                           | 6    | 14   | 11   | 12   | 9    | 6    | 7    | 7    | 5    | 6    |
| Santa Pola                                                                               | 7    | 11   | 9    | 7    | 6    | 8    | 8    | 6    | 5    | 4    |
| Xàbia                                                                                    | 5    | 9    | 6    | 4    | 4    | 3    | 5    | 4    | 6    | 14   |
| Crevillent                                                                               | 7    | 7    | 9    | 8    | 5    | 4    | 4    | 5    | 3    | 3    |

En negreta quan el PSPV-PSOE ha sigut la força més votada.

#### Província de Castelló
| Evolució del nombre de regidors del PSPV-PSOE en els municipis de la província de Castelló |      |      |      |      |      |      |      |      |
| Municipi / Any                                                                             | 1987 | 1991 | 1995 | 1999 | 2003 | 2007 | 2011 | 2015 |
| Castelló de la Plana                                                                       | 12   | 13   | 8    | 10   | 10   | 12   | 9    | 7    |
| Vila-real                                                                                  | 12   | 11   | 9    | 7    | 6    | 8    | 8    | 13   |
| Borriana                                                                                   | 11   | 8    | 7    | 8    | 7    | 8    | 7    | 6    |
| Vall d'Uixó                                                                                | 5    | 10   | 7    | 7    | 8    | 8    | 7    | 6    |
| Vinaròs                                                                                    | 8    | 9    | 9    | 7    | 8    | 7    | 6'   | 4    |
| Benicarló                                                                                  | 9    | 7    | 6    | 4    | 6    | 7    | 6    | 7    |
| Almassora                                                                                  | 12   | 11   | 9    | 13   | 11   | 9    | 8    | 9    |
| Onda                                                                                       | 10   | 12   | 11   | 10   | 12   | 10   | 8    | 8    |
| Benicàssim                                                                                 | 2    | 2    | 2    | 3    | 6    | 8    | 5    | 3    |

En negreta quan el PSPV-PSOE ha sigut la força més votada.
| Evolució del nombre de regidors del PSPV-PSOE en els municipis de la província de València |      |      |      |      |      |      |      |      |
| Any                                                                                        | 1987 | 1991 | 1995 | 1999 | 2003 | 2007 | 2011 | 2015 |
| Regidors                                                                                   | 561  | 532  | 453  | 372  | 403  | 412  | 377  | 376  |